# عمى نصفي صدغي مزدوج
العمى النصفي الصدغي المزدوج أو العمى الشقي الصدغي المزدوج (بالإنجليزية: Bitemporal hemianopsia)‏ هو عمى جزئي للنصف الخارجي من كلا المجالين البصريين الأيمن والأيسر.
يتموضع في التصالبة البصرية، ويعكس أضرار محددة لمحاور خلية العقدة للأصل الشبكي الأنفي التي تعترض في التصالبة.يرتبط بآفات التصالبة البصرية، المنطقة حيث الأعصاب البصرية مِنْ العينين اليمنى واليسرى تتصالب قرب الغدة النخامية.

## الأسباب
يحدث العمى النصفي المزدوج الأكثر شيوعا نتيجة للأورام الموجودة في التصالبة البصرية النصفية (chias mid-optic). بما أن البنية المجاورة هي الغدة النخامية، فإن بعض الأورام الشائعة التي تسبب الضغط هي أورام الغدة النخامية وورم قحفي بلعومي (Craniopharyngioma)، كما أنَّ هناك سبب آخر شائع نسبيا للإصابة وهو الأورام السحائية. سبب حدوث المنشأ الوعائي هو تمدد الأوعية الدموية في الشريان المخي الموصل الامامي (Anterior communicating artery)الذي ينشأ فوق التصالبة، حيث تكبره، وتبدأ بالضغطة عليه من الأعلى.

## وصلات إضافية
- تقرير عن حالة Bilateral Hemianopsia Due to Pituitary Adenoma. سريرية مع الصور على موقع blogspot.com